# Françoise Demulder
Françoise Demulder (9. června 1947 Paříž – 3. září 2008 Levallois-Perret) byla francouzská válečná fotografka, která v roce 1976 jako první žena zvítězila v prestižní soutěži World Press Photo.

## Život a dílo
Françoise Demulder se narodila 9. června 1947, její přezdívka byla Fifi a byla dcerou elektroinženýra. Hezká a plachá hnědovlasá dívka byla nejdříve modelkou, než následovala kariéra fotografky ve Vietnamu. Právě toto dobrodružství lásky začalo její kariéru válečné fotografky.
V roce 1976 jako první žena zvítězila v prestižní soutěži World Press Photo. Vítěznou fotografií byl černobílý snímek Palestinky, zvedající ruce k maskovanému ozbrojenému muži v Bejrútu. Demulder a Catherine Leroy začaly svou kariéru ve Vietnamské válce a spolu s Christine Spenglerovou se prosadily v profesi, ve které do té doby dominovali především muži. Staly se hvězdami tří pařížských agentur – Sygma, Gamma a Sipa, které v 70. a 80. letech 20. století udělaly z Paříže centrum světové fotožurnalistiky. Ve druhé polovině 20. století Demulder přinášela fotografie ze všech větších válečných konfliktů pro periodika jako Time, Stern, Paris Match nebo Newsweek. Stejně jako na jihovýchodě Asie a Blízkém východě, dokumentovala události na Kubě, v Pákistánu a Etiopii. Ačkoliv prohlásila, že nesnáší válku, cítila se „nucena dokumentovat to, že jsou to vždy chudí, kteří trpí, když se mocní stávají bohatší a bohatší“.
Francouzská ministryně kultury Christine Albanelová ji po smrti nazvala „pozoruhodnou ženou, umělkyní a svědkyní našich časů”.